# Rallye Terre de Langres
Le Rallye Terre de Langres est un rallye automobile, créé en 2000, comptant pour le championnat de France des rallyes sur terre. Il est situé sur la commune de Langres (Haute-Marne), dans la région du Grand Est.

## Histoire
En 2000, Denis Hustache se lance dans l’aventure en créant l'association sportive automobile de Langres (ASA Langres) pour organiser la première édition du « Rallye Terre de Langres ».
Épreuve sur parcours de terre, elle se dispute sur des chemins autour de la commune. Suivant les modifications du parcours, la distance la plus courte a été de 75,84 km en 2000 et la plus longue de 172,56 km en 2014.
En 2010, durant la cinquième spéciale de la journée de la 11e édition du rallye, un accident se produit au niveau de la commune de Noidant-le-Rocheux. Deux spectateurs sont percutés par une voiture de course. L'un décède de ses blessures, l'autre subit de simples fractures, et l'équipage de course est très choqué par l'accident. En 2012, le tribunal correctionnel de Chaumont condamne l'association sportive automobile de Langres (ASA), en tant que personne morale.

## Palmarès

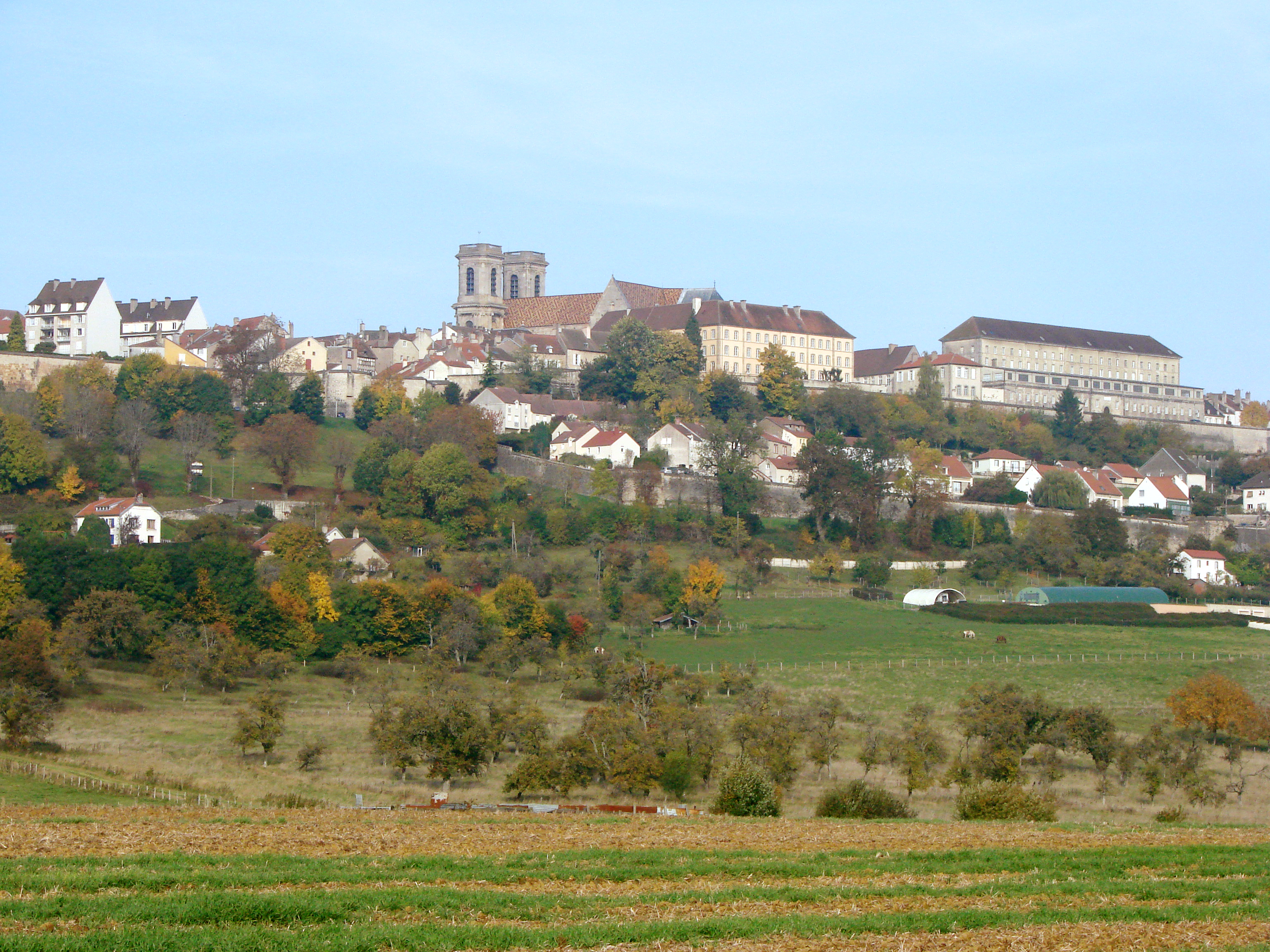
Vue générale de la commune de Langres.

| Année | Pilote                                             | Copilote                                           | Voiture                                            |
| ----- | -------------------------------------------------- | -------------------------------------------------- | -------------------------------------------------- |
| 2000  | Pierre Colard                                      | Gilles Mondésir                                    | Seat Cordoba WRC Evo2                              |
| 2001  | Jean-François Mourgues                             | Guilhem Zazurca                                    | Subaru Impreza WRC S5                              |
| 2002  | Éric Rousset                                       | Christophe Gilot                                   | Subaru Impreza WRC 555                             |
| 2003  | Sébastien Rousseaux                                | Serge Le Gars                                      | Subaru Impreza WRC S5                              |
| 2004  | Jean-Claude Lavigne                                | Alain Thérond                                      | Subaru Impreza WRC S6                              |
| 2005  | Jean-Marie Cuoq                                    | David Marty                                        | Peugeot 206 WRC                                    |
| 2006  | Jean-Marie Cuoq                                    | Grégory Pain                                       | Peugeot 307 WRC                                    |
| 2007  | Jean-Marie Cuoq                                    | Pascal Duffour                                     | Peugeot 307 WRC                                    |
| 2008  | Bob Colsoul                                        | Tom Colsoul                                        | Mitsubishi Lancer Evo IX                           |
| 2009  | Jean-Marie Cuoq                                    | Pascal Duffour                                     | Peugeot 307 WRC                                    |
| 2010  | Jean-Marie Cuoq                                    | Pascal Duffour                                     | Peugeot 307 WRC                                    |
| 2011  | Simon Jean-Joseph                                  | Jack Boyère                                        | Peugeot 207 S2000                                  |
| 2012  | Épreuve annulée.                                   | Épreuve annulée.                                   | Épreuve annulée.                                   |
| 2013  | Hans Weijs Jr.                                     | Davy Thierie                                       | Citroën DS3 WRC                                    |
| 2014  | Jean-Marie Cuoq                                    | Jérôme Degout                                      | Citroën C4 WRC                                     |
| 2015  | Jean-Marie Cuoq                                    | Marielle Grandemange                               | Citroën C4 WRC                                     |
| 2016  | Jean-Marie Cuoq                                    | Marielle Grandemange                               | Citroën C4 WRC                                     |
| 2017  | Julien Maurin                                      | Olivier Ural                                       | Citroën DS3 WRC                                    |
| 2018  | Thibault Durbec                                    | Jacques-Julien Renucci                             | Citroën DS3 WRC                                    |
| 2019  | Sylvain Michel                                     | Anthony Gorguilo                                   | Škoda Fabia R5                                     |
| 2020  | Rallye non-organisé, dû à la pandémie de Covid-19. | Rallye non-organisé, dû à la pandémie de Covid-19. | Rallye non-organisé, dû à la pandémie de Covid-19. |
| 2021, | Stéphane Consani                                   | Thibault de la Haye                                | Ford Fiesta Rally2                                 |
| 2022  | Mathieu Franceschi                                 | Lucie Baud                                         | Škoda Fabia Rally2 evo                             |
| 2023  | Nikolay Gryazin                                    | Konstantin Aleksandrov                             | Volkswagen Polo GTI R5                             |